# Ulrik Yttergård Jenssen
Ulrik Yttergård Jenssen, född 17 juli 1996, är en norsk fotbollsspelare som spelar för Willem II. Hans äldre bror, Ruben Yttergård Jenssen, är även en professionell fotbollsspelare.

## Karriär
Yttergård Jenssen spelade 48 matcher och gjorde ett mål för Olympique Lyonnais reservlag i Championnat National 2 (Frankrikes fjärdedivision) mellan 2013 och 2016.
Den 4 augusti 2016 värvades Yttergård Jenssen av Tromsø, där han skrev på ett 3,5-årskontrakt. Dagen efter debuterade Yttergård Jenssen i en 2–1-förlust mot Aalesunds FK, där han blev inbytt i den 64:e minuten mot Christian Landu Landu.
Den 22 december 2017 värvades Yttergård Jenssen av FC Nordsjælland. I juli 2021 värvades Yttergård Jenssen av nederländska Willem II, där han skrev på ett treårskontrakt.